# Alsodidae

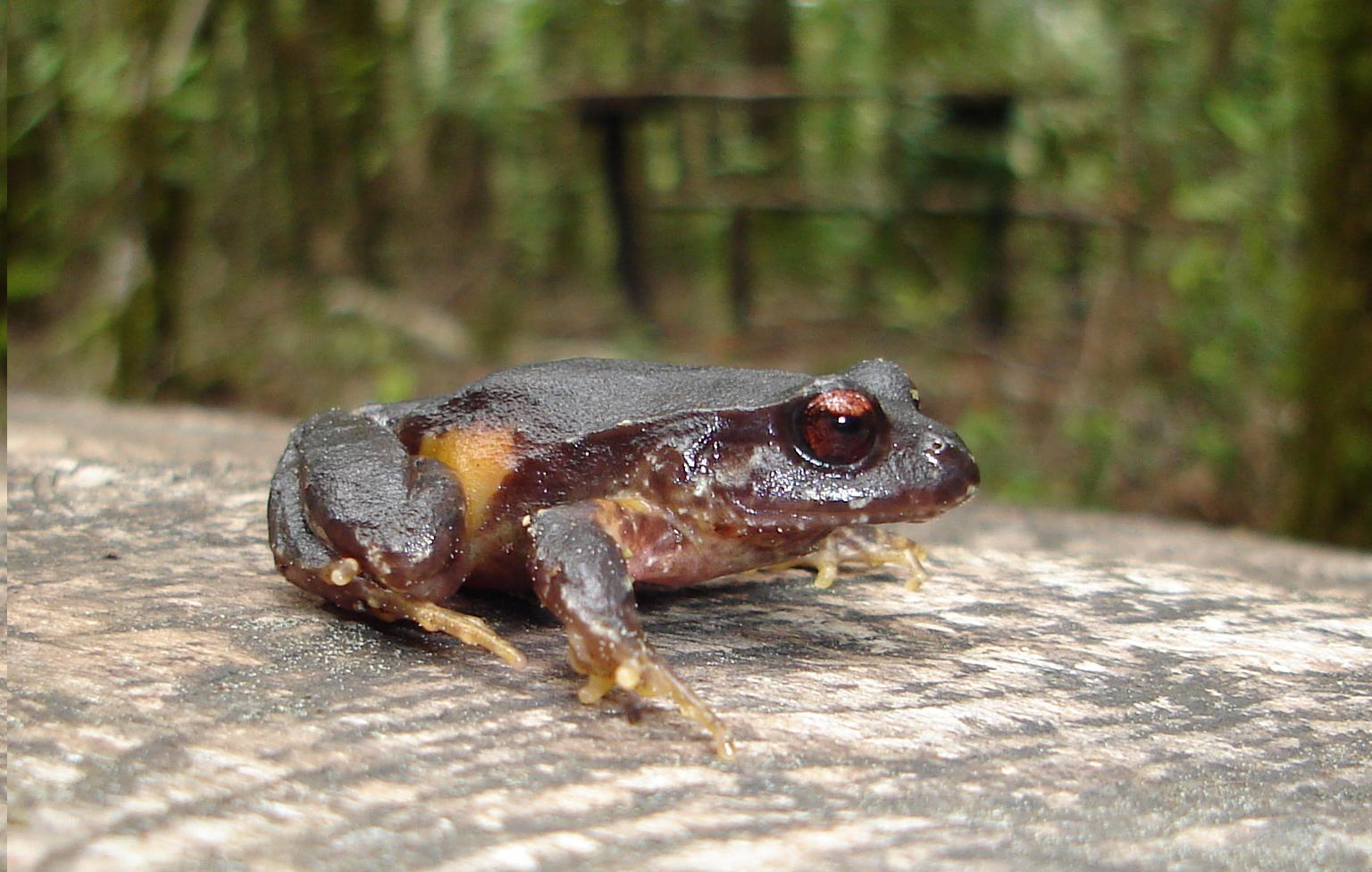
Eupsophus roseus

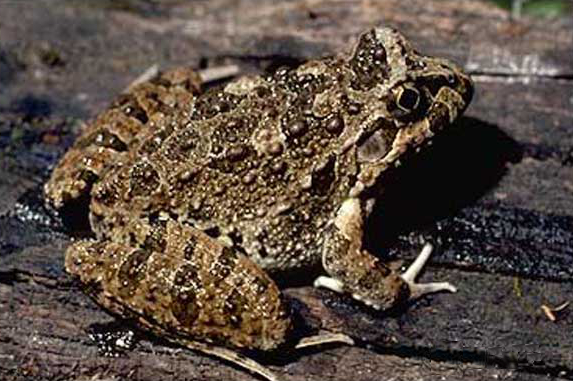
Limnomedusa macroglossa

Alsodidae (Mivart, 1869) è una famiglia di anfibi dell'ordine degli Anuri, presenti in Brasile, Bolivia, Paraguay, Cile e Argentina.

## Distribuzione e habitat
Questa famiglia è endemica della Patagonia e rappresenta la maggior parte della diversità anfibia in quella zona. Le specie di Eupsophus sono limitate alle aree boschive e alle latitudini meridionali, mentre alcune specie di Alsodes raggiungono le pendici aride delle Ande nel centro del Cile e dell'Argentina.

## Tassonomia
Questa famiglia, insieme ad altre famiglie, era inclusa nella famiglia Leptodactylidae. In seguito è stata considerata una sottofamiglia nella famiglia Cycloramphidae, prima di essere riconosciuta come una famiglia in un ampio studio molecolare del 2011.
La famiglia comprende 30 specie, raggruppate in tre generi:
- Alsodes Bell, 1843 (19 sp.)
- Eupsophus Fitzinger, 1843 (10 sp.)
- Limnomedusa Fitzinger, 1843 (1 sp.)

Un altro studio molecolare  posiziona Limnomedusa vicino al genere Cycloramphus (Cycloramphidae); poiché l'analisi non era progettata per testare questa posizione, si può lasciare, in attesa di studi più mirati, il genere in questa famiglia. Al contrario, il gruppo Alsodes + Eupsophus (sensu stricto, dopo aver spostato alcune specie precedentemente incluse nell'ultimo genere ad altri generi) forma un solido gruppo monofiletico.